# Kornet (musikalbum)
Kornet är den svenska proggruppen Kornets självbetitlade debutalbum, utgivet på skivbolaget Manifest 1975.

## Låtlista
A
| Nr | Titel                   | Musik                        | Längd |
| -- | ----------------------- | ---------------------------- | ----- |
| 1. | Skriket från vildmarken | Stefan Björklund             | 3:08  |
| 2. | Sju hungriga år         | Stefan Nilsson               | 4:45  |
| 3. | Jojk                    | Stefan Nilsson (arrangemang) | 5:16  |
| 4. | Friska fläktar          | Stefan Nilsson               | 5:05  |

B
| Nr | Titel                         | Musik            | Längd |
| -- | ----------------------------- | ---------------- | ----- |
| 5. | Frunk                         | Åke Sundqvist    | 3:45  |
| 6. | Intrude, tretaktar'n          | Stefan Nilsson   | 7:08  |
| 7. | Pygges blues                  | Stefan Björklund | 3:43  |
| 8. | Musik ur filmen Adams födelse | Anders Jonsson   | 3:41  |

## Medverkande
- Tommy Berkert – tekniker
- Stefan Björklund – gitarr
- Johan Engström – flöjt, gitarr
- Sten Forsman – bas, cello
- Anders Jonsson – xylofon, vibrafon
- Allan Lundström – saxofon
- Stefan Nilsson – piano, elpiano, synth
- Jan Skoglund – bassoon
- Åke Sundqvist – trummor
- Örjan Fahlström - valthorn, vibrafon

### Fotnoter
1. ↑  ”Kornet”. Discogs.com. http://www.discogs.com/Kornet-Kornet/release/1186517. Läst 5 januari 2013.